# 청주 청룡리 고가
청주 청룡리 고가는 충청북도 청주시 상당구에 있다. 2015년 4월 17일 청주시의 향토유적 제25호로 지정되었다.

## 개요
조선후기 청주지역 민가의 건축사를 연구하는데 중요한 자료이다.